# Arrondissement de Wolmirstedt
L'arrondissement de Wolmirstedt, est un arrondissement de la province prussienne de Saxe de 1816 à 1945 et de l'état de Saxe-Anhalt de 1945 à 1952 dans la zone d'occupation soviétique et la RDA.

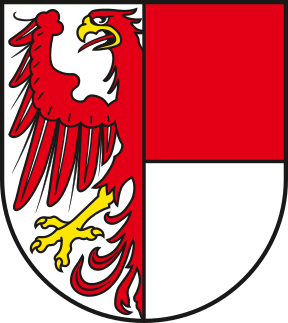
Armoiries de l'arrondissement de Wolmirstedt

## Histoire

### Royaume de Prusse
Dans le cadre des réformes administratives prussiennes après le Congrès de Vienne, l'arrondissement de Wolmirstedt est créé le 1er juillet 1816 dans la district de Magdebourg dans la province prussienne de Saxe. Le bureau de l'arrondissement est à Wolmirstedt.
Le 1er avril 1908, l'arrondissement urbain de Magdebourg reçoit de l'arrondissement de Wolmirstedt la commune de Rothensee. Le 30 septembre 1929, conformément à l'évolution du reste de la Prusse, une réforme territoriale a lieu dans l'arrondissement de Wolmirstedt, au cours de laquelle presque tous les districts de domaine sont dissous et attribués à des communes rurales voisines. Le 1er octobre 1942, des parties inhabitées de la ville de Wolmirstedt ainsi que des communes de Barleben et de Glindenberg sont intégrées à l'arrondissement urbain de Magdebourg. Au printemps 1945, le territoire de l'arrondissement est occupé par les forces alliées américaines.

### République démocratique allemande
Au cours de la réforme administrative de 1952, une nouvelle structure d'arrondissement est créée :
- Les communes d'Angern, Bertingen, Burgstall, Cobbel, Cröchern, Dolle, Kehnert, Mahlpfuhl, Mahlwinkel, Ringfurth, Sandbeiendorf, Uchtdorf, Uetz et Wenddorf sont transférées de l'arrondissement de Wolmirstedt à l'arrondissement de Tangerhütte (de).
- Les communes de Drackenstedt, Dreileben, Druxberge et Groß Rodensleben sont transférées de l'arrondissement de Wolmirstedt à l'arrondissement de Wanzleben.
- La zone de l'arrondissement restante forme le nouveau arrondissement de Wolmirstedt (de).
- Les arrondissements de Tangerhütte, Wanzleben et Wolmirstedt sont affectés au nouveau district de Magdebourg.

### République fédérale d'Allemagne
Après la réunification des deux États allemands, l'arrondissement de Wolmirstedt fait partie de l'État rétabli de Saxe-Anhalt en 1990, qui est absorbé par l'arrondissement de l'Ohre (de) lors de la réforme des arrondissements de 1994 (de), qui à son tour est fusionné avec l'arrondissement de la Börde en 2007.

## Évolution de la démographie
| Année | Habitants | Source |
| ----- | --------- | ------ |
| 1816  | 27.177    | [ 2 ]  |
| 1843  | 36 006    | [ 3 ]  |
| 1871  | 48 741    | [ 4 ]  |
| 1890  | 51 976    | [ 5 ]  |
| 1900  | 53 645    | [ 5 ]  |
| 1910  | 51 397    | [ 5 ]  |
| 1925  | 51 704    | [ 5 ]  |
| 1933  | 52 888    | [ 5 ]  |
| 1939  | 54 465    | [ 5 ]  |
| 1946  | 78 740    | [ 6 ]  |

## Administrateurs de l'arrondissement
- 1816-1852 Ernst Johann Karl Ludwig von Froreich
- 1852-1870 Edo Friedrich von der Schulenburg
- 1870-1872 Wilhelm von Wedel-Piesdorf
- 1872-1882 Ernst von Bulow
- 1882-1903 Oskar von Hasselbach (de)
- 1903-1914 Fritz von der Schulenburg
- 1914-1919 Herbert von Conrad (de)
- 1919-1933 Rudolf Bottger
- 1933–9999Theodor Pichier (de)
- 1933–1935 Johannes Balduin Böhme
- 1935-1936 Henning von Winterfeld (de)
- 1936-1943 Alfred Kipke (de)
- 1943–1945 Herbert Wagner

## Constitution jusqu'en 1945
L'arrondissement de Wolmirstedt est divisé en une ville, en communes et - jusqu'à leur dissolution presque complète en 1929 - en districts de domaine. Avec l'introduction du code communal allemand du 30 janvier 1935, le principe du leader est imposé au niveau communal. Une nouvelle constitution de l'arrondissement n'est plus créée; les règlements d'arrondissement pour les provinces de Prusse-Orientale et Occidentale, de Brandebourg, de Poméranie, de Silésie et de Saxe du 19 mars 1881 est toujours en vigueur.

## Villes et communes

### Situation en 1945
En 1945, l'arrondissement de Wolmirstedt comprend une ville, 55 communes et un district forestier non constitué en commune.
| - Angern - Barleben - Bertingen - Blätz - Bleiche - Burgstall - Cobbel - Colbitz - Cröchern - Dahlenwarsleben - Dolle - Drackenstedt - Dreileben - Druxberge | - Ebendorf - Eichenbarleben - Elbeu - Farsleben - Gersdorf - Glindenberg - Groß Ammensleben - Groß Rodensleben - Gutenswegen - Heinrichsberg - Hemsdorf - Hermsdorf - Hohenwarsleben - Irxleben | - Jersleben - Kehnert - Klein Ammensleben - Lindhorst - Loitsche - Mahlpfuhl - Mahlwinkel - Mammendorf - Meitzendorf - Meseberg - Mose - Niederndodeleben - Ochtmersleben - Olvenstedt | - Ramstedt - Ringfurth - Rogätz - Samswegen - Sandbeiendorf - Schnarsleben - Schricke - Uchtdorf - Uetz - Wellen - Wenddorf - Wolmirstedt, ville - Zibberick - Zielitz |

Le district forestier de Letzlinger Heide fait également partie de l'arrondissement.

### Communes dissoutes avant 1945
- Rothensee, 1908 à Magdebourg

## Personnalités liées à l'arrondissement
- Friedrich Schulze (1843-1912), architecte né à Colbitz ;
- Theodor Teetzmann (1859-1930), général né à Jersleben.